# Bengassou
Bengassou est une localité du centre-est de la Côte d'Ivoire, et appartenant au département de Bocanda dans la Région du N'zi. La localité de Bengassou est un chef-lieu de sous-préfecture de 23 villages.

## Liste des Chefs du village
- Nanan Abo Essui II, depuis le 02 novembre 2024[2]
- Nanan Agba Kolia II

## Personnalités
- André Silver Konan : journaliste, écrivain et président de la Mutuelle de développement de Bengassou (Mudebeng)[3],[4]